# Helen Galtung
Helen Galtung fue una deportista noruega que compitió en luge. Ganó una medalla de bronce en el Campeonato Europeo de Luge de 1937, en la prueba individual.

## Palmarés internacional
| Campeonato Europeo | Campeonato Europeo | Campeonato Europeo | Campeonato Europeo |
| Año                | Lugar              | Medalla            | Prueba             |
| ------------------ | ------------------ | ------------------ | ------------------ |
| 1937               | Oslo (Noruega)     | Medalla de bronce  | Individual         |